# 泰坦龍 (哥吉拉)
泰坦龍(日文：チタノザウルス/英文：Titanosaurus)是哥吉拉系列電影中的怪獸。首次登場於《機械哥吉拉的逆襲》。

## 概述
- 身長：60公尺
- 體重：3萬噸

泰坦龍是隻水陸兩棲恐龍怪獸，沉睡於小笠原諸島近海。特色是其強而有力的尾巴，最多可搧起瞬間最大風速為每秒300公尺的強風。
根據《哥吉拉 奇異點》預告顯示，泰坦龍或將跟多個怪獸再次登場。

## 外部連結
- 其他登場怪獸資料庫 （页面存档备份，存于）